# Pavona explanulata
Pavona explanulata är en korallart som först beskrevs av Jean-Baptiste Lamarck 1816.  Pavona explanulata ingår i släktet Pavona och familjen Agariciidae. IUCN kategoriserar arten globalt som livskraftig. Inga underarter finns listade i Catalogue of Life.